# Valjevo
Valjevo je grad u Srbiji s oko 60.000 stanovnika i sjedište istoimene općine.

## Smještaj
Grad Valjevo nalazi se nepunih 100 kilometara jugozapadno od Beograda. Gradska jezgra smještena je u kotlini kroz koju protječe rijeka Kolubara. Plodna i brdima zaštićena dolina uz rijeku od pamtivijeka je pružala dobre uvjete za život, na što ukazuju na tlu grada pronađeni tragovi boravka ljudskih zajednica još iz vremena mlađeg kamenog doba.

## Povijest
U povijesno doba, od kraja prvog stoljeća prije Krista, valjevska kotlina se, zajedno s drugim teritorijima današnje Srbije, našla u sastavu Rimskoga carstva, da bi, poslije njegove podjele krajem četvrtog stoljeća, ušla u okvire Istočnog Rimskog Carstva. Tijekom seobe naroda na ovaj bizantski teritorij trajno se naseljavaju Slaveni i osnivaju više manjih državica, sklavinija, koje su bile sad autonomne, sad u sastavu različitih većih država koje na Balkanu nastaju i nestaju: Bugarska, Samuilovo carstvo makedonskih Slavena, Ugarska, da bi u 11. stoljeću opet potpale pod utjecaj Bizanta. U to vrijeme teritorij Srbije je bio poprište čestih sukoba Bizantije i Ugarske. Lokalni velikaši su podržavajući naizmjence jednu i drugu stranu tražili pogodan trenutak za osamostaljenje. Taj trenutak je uočio i iskoristio Stefan Nemanja krajem 12. stoljeća, postavljajući temelje autonomne države, koja će pod njegovim nasljednicima postati prvo kraljevstvo, a potom i carstvo. Od samih početaka u okvire te države je ulazila i šira okolica današnjega grada Valjeva. Iz tih vremena na teritoriju samoga grada do današnjih su dana preostali tragovi jednog samostana koji je datiran na kraj 13. i početak 14. stoljeća.
O podrijetlu tog imena povijesna znanost još nije rekla svoju konačnu riječ. Postoji više narodnih legendi koje, svaka na svoj način, pokušavaju odgovoriti na to pitanje. Po jednoj Valjevo je dobilo ime po “valjaricama” kojih je bilo duž obala Kolubare. Druga opet ime Valjevo vezuje za dobru, “valjanu”, zemlju u valjevskoj kotlini. Po trećoj legendi Valjevo je svoje ime dobilo po grupi umornih izbjeglica, koji su se, bježeći pred Turcima skotrljali, “svaljali”, s okolnih planina u kotlinu. Pored narodne tradicije i filologija je pokušala dokučiti tajnu porijekla ovoga imena, ali i tu ima više hipoteza. Po jednoj, riječ Valjevo je nastala od stare latinske riječi “vallis”; dolina. Po drugoj od riječi val, zbog rijeke koja je pri bujicama plavila kotlinu. Neki su uz to skloni u imenu Valjeva prepoznati i iskvareni oblik imena rane srednjovjekovne tvrđave, čije su postojanje, negdje na Balkanu, pod imenom “Balba”, zabilježili bizantski povijesni izvori.
Od svih tumačenja znanstveno je najutemeljenije ono prema kojemu riječ Valjevo predstavlja posvojni pridjev starog slavenskog imena “Valj”. Time bi Valjevo označavalo posjed, odnosno vlasništvo izvjesnog Valja. Ova pretpostavka ima i svoje potvrde u jednoj od narodnih legendi koja spominje postojanje nekog Valja, koji je bio vlasnik prve kavane podignute na području današnjeg grada, kao i u postojanju prezimena Valjević.
Tijekom 14. stoljeća dubrovački su trgovci u Valjevu prodavali robu iz cijele Europe, a sirovine kupljene u valjevskom kraju brodovima razvozili širom Sredozemlja. U vrijeme prvog poznatog spomena imena Valjevo, 1393. godine, ovo je naselje već bilo aktivno trgovinsko središte srednjovjekovne Srbije u koje su dolazili trgovci iz Dubrovnika i tu osnivali svoje podružnice te preko njih otkupljivali različite sirovine koje su prevozili prema zapadu, dok su ovdje prodavali različitu luksuznu robu nabavljanu duž obala Sredozemlja. Uspon Valjeva, kao i uspon autonomne Srbije, zaustavljen je 1459. godine kada je srednjovjekovnu srpsku državu konačno zauzelo Tursko carstvo. Promjenom feudalnog gospodara život u valjevskoj kotlini nije u potpunosti zamro. Istina, umjesto trgovačkih karavana kroz Valjevo su sada prolazile turske vojne postrojbe na pohodu prema Ugarskoj, čije su se granice u to vrijeme nalazile samo nekoliko desetaka kilometara sjeverno od Valjeva. Ipak, iako dio muslimanske države, u prvim desetljećima turske vlasti Valjevo je ostalo pretežno kršćansko naselje. Razlog tomu se prije svega treba tražiti u činjenici da je zbog blizine neprijateljske Ugarske kršćansko stanovništvo pograničnih područja imalo izvjesne privilegije kako ne bi bježalo preko granice i pružalo aktivnu vojnu pomoć neprijatelju. Međutim, već se od druge četvrtine 16. stoljeća stanje počinje mijenjati. Poslije velike turske pobjede nad Ugarima, 1526. godine kod Mohača, muslimansko carstvo kreće u daljnji pohod u Europu, pomičući svoje granice na sjever, istok i zapad. Time Srbija, a s njom i Valjevo, postaje područje duboko u unutrašnjosti carstva, tako da Turska više nije imala razloga i dalje čuvati one privilegije koje je lokalno pučanstvo do tada uživalo. Njihovim ukidanjem počinje proces islamizacije. Lokalno stanovništvo ili prelazi na islam ili bježi dalje na sjever. Oni koji nisu to učinili padaju u podčinjen položaj.
Na mjesto odseljenog lokalnog stanovništva doseljavaju se muslimani iz udaljenijih krajeva. Istovremeno, pomicanjem granice u Valjevu su stvoreni svi uvjeti za ponovni procvat trgovine, a time i za daljnji razvoj grada. Izvanredno slikovitu predodžbu ubrzanog razvoja i islamizacije koja ga prati pružaju nam turski popisi iz 16. stoljeća. Na samom početku toga procesa, 1528. godine u Valjevu ima ukupno oko 600 stanovnika, od čega su dvije trećine kršćani. Samo tri desetljeća kasnije, 1560. godine, broj stanovnika povećao se za tri i pol puta (oko 2060), ali u stvari, povećao se samo broj muslimana, dok je broj kršćana smanjen, tako da je sada njihov odnos 6 prema 1 u korist muslimana (1528. godine je u Valjevu bilo 71 kršćanska i 27 muslimanskih kuća, a sada je broj kršćanskih kuća spao na 51, dok se broj muslimanskih popeo na 293). Ovaj proces islamizacije nastavljen je i u sljedećem stoljeću, tako da nekadašnje kršćansko trgovište postaje prava orijentalna kasaba. Takvu je sliku o njemu početkom 17. stoljeća ostavio i poznati francuski diplomaa i putopisac Louis Gedeon, napisavši da je Valjevo: “mnogoljudno i prostrano mjesto, ugodno zbog velikog broja vrtova”. Sličnu sliku orijentalnog naselja je 1660. godine ostavio i čuveni turski putopisac Evlija Čelebija spominjući postojanje desetak džamija, jedne turske kupelji i većeg broja kuća okruženih vrtovima. U to se vrijeme Valjevo za dva i pol puta povećalo u odnosu na stanje sto godina ranije. Sada u njemu postoji 870 kuća s oko 5200 stanovnika. Uz to Čelebija je zabilježio da se Valjevo nalazi u dolini, da zauzima obe obale rijeke Kolubare koja ga dijeli na dva dijela. Na jednoj je obali takozvana čaršija, poslovni dio grada, s radnjama i dućanima, dok se s druge strane rijeke nalazi stambeni dio. Po svemu sudeći Valjevo se tada nalazilo upravo na onom mjestu gde je danas njegova najuža jezgra, zauzimajući kao i danas obje obale rijeke. Međutim, realno je pretpostaviti da je u nešto ranijem razdoblju, prije Čelebijine posjete, kad je u varoši bilo manje kućanstava, cjelokupan njegov sadržaj bio smješten samo na jednoj obali.
Kao što je pomicanje granice dalje od Valjeva izazvalo njegov brz razvoj, tako će i ponovno približavanje granice, prouzročeno slabljenjem Turske i jačanjem Habzburške monarhije, izazvati nazadak. Velikim Bečkim ratom (1683-1699.) Turska je izgubila velik dio svojih dotadašnjih posjeda i njena granica prema Habzburškom carstvu opet se ustalila samo nekoliko desetaka kilometara sjeverno od Valjeva. Time su stvoreni uvjeti da u svim sljedećim ratovima Valjevo i njegova okolica postanu poprište zaraćenih strana. Tako je i bilo. Poslije rata koji se završio 1719. godine Valjevo se čak privremeno našlo unutar novih granica Austrijskog carstva i ponovo je postalo kršćanska varoš, istina manja, s manje od 200 kućanstava, i zbog toga što je njezin razvoj počeo gotovo od nule. Nakon što je većinsko tursko stanovništvo napustilo Valjevo trebalo ga je naseljavati iz početka. U ispražnjeno mjesto je stiglo novi stanovništvo. To su prije svega bili Srbi, kako civili, tako i vojnici, graničari, jer Valjevo je bilo pogranično mjesto s Turskom, jer se uzduž planinskih vrhova, samo nekoliko sati hoda od samoga grada sada protezala nova granična crta između dvije stalno neprijateljske države. To je svakako utjecalo da novi razvoj bude znatno sporiji. Uz Srbe se u grad naselio i izvjestan broj njemačkih obitelji. Vojni planovi sačuvani iz tih vremena nedvosmisleno pokazuju da se tadašnje Valjevo prostiralo na obje obale Kolubare, na istom mjestu na kojemu se nalazi i današnja gradska jezgra. Međutim, vremena za duži neometan razvoj nije bilo dovoljno jer je već početkom druge polovice četvrtog desetljeća 18. stoljeća započeo novi rat između Austrije i Turske i na osnovi mira potpisanog 1739. godine Valjevo se ponovo našlo u okvirima Turskoga Carstva. Varoš je opet bila ispražnjena i započeo je njezin novi razvoj, ponovno kao islamske kasabe. Na početku toga razvoja, 1741. godine, zabilježeno je da u Valjevu ima 80 muslimanskih i 11 kršćanskih kućanstava, s ukupno oko 550 stanovnika. Već četiri desetljeća kasnije, 1784. godine, Valjevo se povećalo gotovo pet puta, jer je u njemu tada bilo 400 muslimanskih i 50 kršćanskih kuća (oko 2300 stanovnika). Planovi i opisi grada nastali krajem tog stoljeća prikazuju nam naselje smješteno na mjestu jezgre današnjega grada, na obje obale Kolubare, s tim što je, kao i danas, veći dio naselja bio s lijeve strane rijeke. Moguće je prepoznati i dijelove trasa pojedinih današnjih ulica i putova koji vode iz grada. Međutim, promjene koje uskoro slijede bit će drastične i ovaj put trajne. Upravo u to vrijeme nastala je danas najstarija sačuvana zgrada u Valjevu, Muselimov konak.
Početkom 19. stoljeća počeo je i povijesni proces ubrzane transformacije većeg dijela teritorija Srbije. Počela je Srpska revolucija s Prvim ustankom kao početnom oružanom fazom. Već 1804. godine lokalno srpsko stanovništvo je podiglo pobunu protiv turskih gospodara i uspjelo osloboditi veliki dio Srbije. Na tom oslobođenom teritoriju formirana je posebna ustanička država. Valjevo je bilo jedno od prvih naselja gradskog tipa koje je oslobođeno. Tada, poslije skoro tri i po stoljeća, ono ponovo postaje srpski grad u autonomnoj srpskoj državi, ali stalne borbe za očuvanje nezavisnosti i slabo razvijena trgovačko zanatska praksa među srpskim stanovništvom onemogućili su brži razvoj ovoga grada.

## Šport
Košarkaški klub Metalac iz Valjeva natjecao se u ABA ligi.

## Vanjske poveznice
- Valjevo za vas, turisticki vodic grada  Arhivirana inačica izvorne stranice od 11. travnja 2010. (Wayback Machine)
- Narodni muzej Valjevo